# Return to Forever (együttes)
A Return to Forever amerikai fúziós jazzegyüttes, melyet Chick Corea billentyűs alapított 1972-ben. Az együttes 1972 és 1977 között megjelent albumai a fúziós jazz egyik legnagyobb hatású és legfontosabb zenekarává tették a formációt, a Weather Report és a Mahavishnu Orchestra mellett. Az együttes pályafutása során számtalan tagcserén ment keresztül, állandó tagnak csak Chick Corea és Stanley Clarke basszusgitáros tekinthető. Az együttesben számos olyan zenész megfordult, akik később saját nevük alatt is sikeresek lettek, többek között Flora Purim, Airto Moreira vagy Al Di Meola. Az együttes 1977-ben feloszlott, de 1983-ban és 2008-ban is adtak koncerteket, mígnem 2010-ben Corea és Clarke a végleges újjáalakítás mellett döntött.

## Pályafutás

### Korai évek (1971-1973)
Chick Corea neve már a 60-as évek végén sem csengett ismeretlenül, hiszen többek között játszott Miles Davis 1969-es In a Silent Way albumán, majd az 1970-es Bitches Brew lemezen is. Ezt követően hozta létre a Circle zenekart, mellyel az avantgárd jazz irányába indult el. 1971-ben azonban úgy határozott (nagyrészt szcientológiai tanulmányainak hatására), hogy egy szélesebb közönségbázishoz szeretne szólni. Ezért visszatért a Miles Davis mellett játszott jazz-rock vonalra. Új együttest hozott létre, melynek a Return to Forever nevet adta.
Corea ekkoriban már Stan Getz zenekarában játszott a Return to Forevert is több ottani társával hozta létre. A Forever eleinte a latin jazz irányába indult el, az első felállást pedig Stanley Clarke (basszusgitár, akusztikus nagybőgő), Joe Farell (fúvosok), Airto Moreira (ütőhangszerek) és Moreira felesége, Flora Purim (ének, alkalmanként dob) alkotta.
Az együttes 1971. novemberében a New York-i Village Vanguardban debütált, majd három hónap múlva rögzítették debütáló lemezüket. A Manfred Eicher hangmérnöki munkájával készült albumot, az ECM eredetileg csak Európában jelentette meg. A korongot nem csak a szaksajtó üdvözölte dicsérő kritikákkal, hanem a nagyközönség is felfigyelt a csapatra
Ezen az albumon kaptak helyet Corea olyan híres kompozíciói is, mint a Crystal Silence vagy a La Fiesta. Az album sikerét látva Corea, Clarke és Moreira úgy döntött, hogy kiszállnak Stan Getz zenekarából, hogy minden erejükkel a Return to Forever-re koncentrálhassanak. A második album Light as a Feather címmel 1972. novemberében jelent meg a Polydor Records gondozásában. A Chick Corea producelte album elődjéhez hasonlóan fúziós jazz, latin jazz és post-bop zenét tartalmazott, melyről a Spain című dal slágerré vált
Az album meghozta az együttes számára az áttörést, mely hamar a 70-es évek legfontosabb jazz-rock formációjává vált a Weather Report és a Mahavishnu Orchestra mellett. A Light as a Feather albumot dicsérték a kritikusok, a zenekar pedig rendre telt házas koncerteket adott.

### Jazz-rock éra (1973-1976)
A második album után Farrell, Purim és Moreira elhagyta az együttest, és egy saját zenekart hoztak létre. Helyükre Bill Connors gitáros Steve Gadd dobos és Mingo Lewis ütőhangszeres került. Gadd azonban nem volt hajlandó turnézni, így helyére Corea egyik régi ismerőse Lenny White került aki korábban Miles Davis mellett játszott. Nem sokkal ezután Lewis is elhagyta az együttest, így a következő albumot négyesben kezdték el rögzíteni. A Hymn of the Seventh Galaxy album egy jazz-rockosabb Return to Forevert mutatott, melyen teljesen instrumentális dalok kaptak helyet. Az anyagot ismét a Polydor Records adta ki, míg a produceri teendőket megint csak Corea látta el. Az album instrumentális volta ellenére ismét sikeresnek bizonyult, olyannyira, hogy felkerült az amerikai pop slágerlistára is, de a kritika lelkesedése sem enyhült. Az album megjelenése után Bill Connors kilépett, hogy szólókarrierjére koncentrálhasson. Helyére Earl Klugh került, de néhány koncert után ő is távozott. Helyére az ekkor 19 éves gitáros Al Di Meola került.

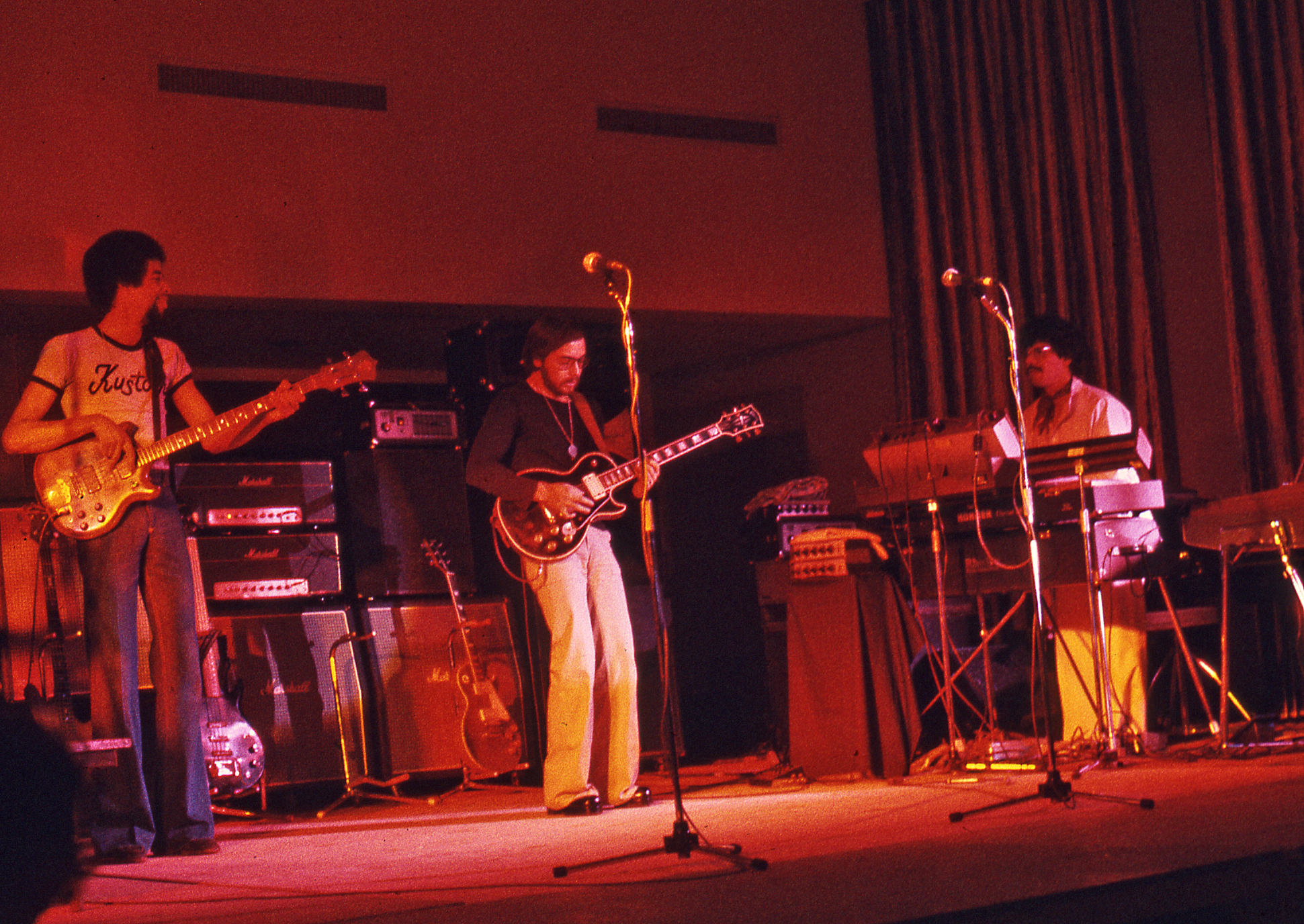
Koncert 1974-ben. Balról jobbra: Stanley Clarke, Al Di Meola és Chick Corea

A következő album Where Have I Known You Before címmel jelent meg a Polydor Records gondozásában. A Corea producerkedésével készült anyag tartotta a színvonalat, majd ismét sikeres koncertek sorozata következett. Mindössze egyetlen hétvégényi gyakorlás előzte meg a Meolával adott első közös koncertet, melyre a New York városában található Carnegie Hallban került sor. A második közös fellépésre Atlantában került sor, több mint 40000 néző előtt.
Ez a felállás készítette el a következő No Mystery albumot is, melyen a funk irányába mozdultak el.
A produceri teendőket Corea mellett Shelly Yakus látta el. Az albumra nemcsak Corea, de Meola és Clarke is írt dalokat, ezáltal a No Mystery az egyik legváltozatosabb anyaguk lett. Az anyag sikerét bizonyítja, hogy Grammy-díjban részesült. A Corea-Clarke-Meola-White felállású formáció utolsó közös anyaga az 1976-ban megjelent Romantic Warrior volt.
Az albumot a Columbia Records adta ki, producerként pedig a zenekart tüntették fel. Az együttes iránt nem csökkent az érdeklődés, ugyanis a Romantic Warrior az addigi legnagyobb lemezeladást produkálta. A ma már legendásnak számító albumon a kritikusok szerint technikailag tökéletes előadás hallható. A Romantic Warrior végül aranylemez minősítést kapott, a zenekar pedig 1 millió dolláros szerződést írt alá a CBS Records számára. 1976-ban Al Di Meola elhagyta az együttest és sikeres szólókarrierbe kezdett, de nem sokkal később Lenny White is a távozás mellett döntött.

### Az utolsó album, újraegyesülések (1977, 1983, 2008, 2010-)
Az együttes utolsó nagylemeze 1977-ben jelent meg Musicmagic címmel. Az anyagot ismét a Columbia Records adta ki, míg producerként a zenekar lett feltüntetve. A lemezt Gerry Brown dobolta fel, valamint ismét felbukkant Joe Farrell szaxofonos is, aki az együttes első két albumán volt hallható. Az album ismét tartalmazott vokális dalokat Gayle Moran jóvoltából (Moran az éneklés mellett orgonán és zongorán is játszott), aki Corea felesége. A megjelenést követően Corea feloszlatta az együttest, de még 1977-ben megjelent egy Live című koncertlemez is. Ezt követően Stanley Clarke folytatta 1973-ban megkezdett szólókarrierjét, de Corea is saját neve alatt adott ki albumokat. 1980-ban egy válogatáslemez jelent meg Return to Forever név alatt, majd 1983-ban néhány koncert erejéig ismét összeállt a klasszikus felállású (Corea-Clarke-Meola-White) Return to Forever. Új album nem született, mindössze egyetlen dalt (Compadres) eredményezett az újjáalakulás.
A Corea-Clarke-Meola-White felállású Return to Forever legközelebb 2008 nyarán alakult újjá, hogy az Amerikai Egyesült Államokban adjanak koncerteket. A turné egybeesett a Return to Forever: The Anthology megjelenésével, mely egy remixeket és digitálisan újrakevert dalokat felsorakoztató válogatás. A 2008-as koncertek esszenciájaként jelent meg a Returns koncertlemez, melyet az Eagle Records jelentetett meg.
2010-ben Corea és Clark megint az újjáalakítás mellett döntött. Az együttes 2011 februárjában Ausztráliában kezdte meg világkörüli turnéját, az alábbi felállásban: Chick Corea, Stanley Clarke, Lenny White, Frank Gambale és Jean-Luc Ponty.

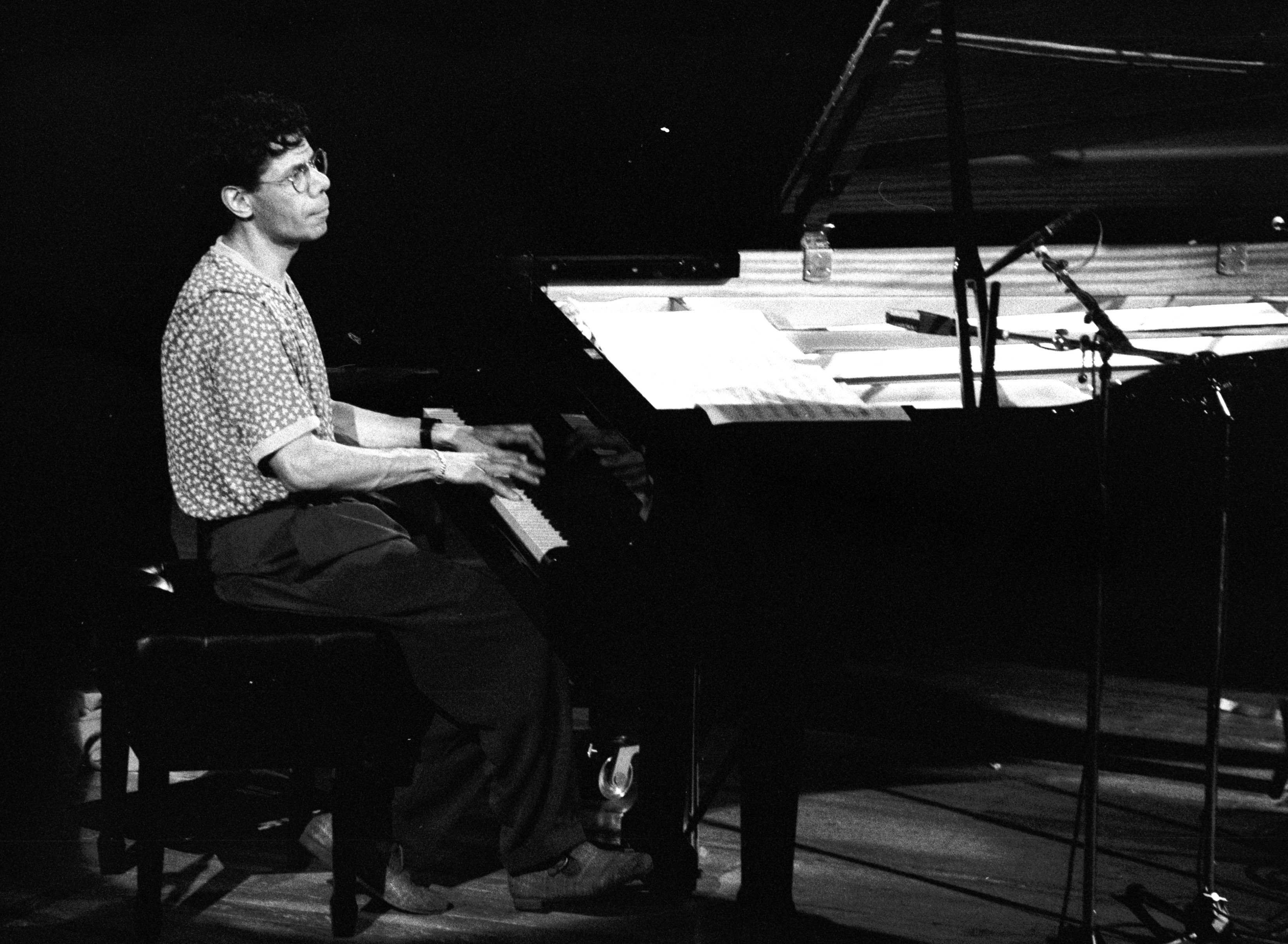
Chick Corea hozta létre a Return to Forevert 1972-ben. A fotó 1992-ben készült.

### Zenei stílus
A Return to Forever fúziós jazz együttes, azonban lemezeiken számtalan egyéb zenei hatás is fellelhető. Első két lemezükön a fúziós jazz mellett latin jazz és post-bop is hallható. Az 1973-as Hymn of the Seventh Galaxy albumon a Weather Report, a Mahavishnu Orchestra, valamint a népszerűsége csúcsán lévő progresszív rock hatására egy rockosabb irányba mozdultak el. Zenéjük továbbra is dallamos volt, de a tradicionális jazz elemeket, egy energikusabb rock-orientált hozzáállás váltotta fel. Bill Connors torzított gitárja mellett egyre nagyobb szerep jutott Stanley Clarke virtuozitásának is, aki a nagybőgő helyett a basszusgitárt helyezte középpontba. További újdonságot jelentett, hogy a Hymn of the Seventh Galaxy volt az első teljesen instrumentális nagylemezük. Az Al Di Meola csatlakozása után készült lemezeik a jazz-rock egyik legfontosabb albumai. Corea ekkor kezdett el elektromos zongorán játszani, Meola pedig hihetetlenül gyorskezű gitárosként vált ismertté.
Az 1975-ös No Mystery albumon a funk került előtérbe, míg az 1977-es Musicmagic korongon a fúvós hangszerek kaptak nagy szerepet.
Kezdetben Corea volt a zeneszerző, de később Meola és Clarke is csatlakozott hozzá, míg a dalszövegek nagy részét Corea barátja Neville Potter írta. A dalok meglehetősen gyakran szcientológiai témájúak. Corea már a 70-es évek legelején csatlakozott a Szcientológia Egyházhoz, de nem sokkal később Stanley Clarke is csatlakozott hozzá, bár ő csak a 80-as évek elejéig volt az egyház tagja.

## Diszkográfia

### Nagylemezek
- Return to Forever (1972, ECM)
- Light as a Feather (1972, Polydor)
- Hymn of the Seventh Galaxy (1973, Polydor)
- Where Have I Known You Before (1974, Polydor)
- No Mystery (1975, Polydor)
- Romantic Warrior (1976, Columbia)
- Musicmagic (1977, Columbia)

### Koncertlemezek
- Live 1977

- az eredeti kiadás 1 db bakelitlemezt tartalmazott, mely 1977-ben jelent meg. 1978-ban megjelent egy eltérő borítójú 4 LP-s változat, mely a rögzített koncert teljes anyagát tartalmazta. A teljes koncertet tartalmazó felvétel CD formátumban 1992-ben jelent meg, mely 1999-ben az eredetitől eltérő borítóval újra megjelent.
- Returns (2009, Eagle (Fontana))

### Válogatáslemezek
- The Best of Return to Forever (1980) Sony (Columbia)
- Return to the Seventh Galaxy: The Anthology (1996, Verve (Polydor))
- This Is Jazz, Vol. 12 (1996, Sony (Columbia))
- Return to Forever: The Anthology (2008, Concord (Polydor))